# Liste des députés de la XIVe législature de la Troisième République française
 (mai 2025).

Cette liste recense les personnes qui ont assuré un mandat de député au cours de la XIVe législature de la IIIe République.
- Haut – A
- B
- C
- D
- E
- F
- G
- H
- I
- J
- K
- L
- M
- N
- O
- P
- Q
- R
- S
- T
- U
- V
- W
- X
- Y
- Z

## A
- Gaston About
- Léon Accambray
- Jean Adam
- François Albert
- Fabien Albertin
- Jean Alès
- Jean-Baptiste Amat
- Toussaint Ambrosini
- Camille Amet
- Pierre Amidieu du Clos
- Henri Amiot
- Geoffroy d'Andigné
- Henry Andraud
- Adrien André
- André Hesse
- Paul Anquetil
- Louis Antériou
- Joseph Antier
- Georges Antoine
- Étienne Antonelli
- Pierre Appell
- Jules Appourchaux
- Bertrand de Sauvan d'Aramon
- Léon Archimbaud
- Raoul Aubaud
- Étienne d'Audiffret-Pasquier
- Victor Augagneur
- Fernand Augé
- Louis Aurin
- Vincent Auriol
- Henri Auriol
- Jean Autrand

## B
- André Bahier
- Guillaume Ballu
- André Barbier
- Alphonse Barbot
- André Bardon
- Léon Baréty
- Georges Barillet
- Étienne Baron
- Charles Baron
- Édouard Barthe
- Olivier Bascou
- Joseph Basset
- Paul Bastid
- Pierre Baudouin-Bugnet
- Gaston Bazile
- Georges Beaugrand
- Albert Bedouce
- Robert Bellanger
- Léopold Bellocq
- Gaston Beltrémieux
- Ernest Beluel
- Camille Bénassy
- Paul Bénazet
- Raymond Bérenger
- Maurice Berger
- Charles Bergerot
- Gaston Bergery
- Daniel Bergey
- Paul Bernier
- Émile Béron
- Charles Berthézenne
- Aimé Berthod
- André Berthon
- William Bertrand
- Louis Besnard-Ferron
- Lucien Besset
- Maxence Bibié
- Camille Bilger
- Aimery Blacque-Belair
- Camille Blaisot
- Prosper Blanc
- François Blancho
- Edmond Blondel
- Edmond Bloud
- Léon Blum
- Léon Boisseau
- Émile Boissel-Dombreval
- René Boissin
- Maurice Bokanowski
- Louis Bonnefous
- Georges Bonnefous
- Georges Bonnet
- Laurent Bonnevay
- Émile Borel
- Antoine Borrel
- Armand Bouat
- Georges Boucheron
- Georges Bouctot
- René Boudet
- Ferdinand Bougère
- Camille Bouhenry
- Maurice Bouilloux-Lafont
- Fernand Bouisson
- Charles Bouissoud
- Narcisse Boulanger
- Henri Boulay
- Pierre-François Bouligand
- François-Louis Bourgot
- Désiré Bouteille
- Charles Boutet
- Léo Bouyssou
- Jules Boyer
- Edmond Boyer
- Joseph Boüessé
- Alexandre Bracke-Desrousseaux
- Félix Braise
- Raoul Brandon
- Émile Bravet
- Ernest Bréant
- Georges Bret
- André Breton
- Aristide Briand
- Henri Brière
- Louis Bringer
- Camille Briquet
- Antonin Brocard
- Médard Brogly
- Joseph Brom
- Fernand Brun
- René Brunet
- Antoine-Frédéric Brunet
- Auguste Brunet
- Claude Bruyas
- Séraphin Buisset
- Georges Bureau
- René Burtin
- Édouard Bussat
- Louis Buyat

## C
- Marcel Cachin
- Bernard Cadenat
- Joseph Cadic
- François Cadoret
- Henri Cadot
- Charles Louis Simon Caffort
- Alexis Calliès
- Jean Calvet
- Laurent Camboulives
- Étienne Camuzet
- Gratien Candace
- Eugène Canu
- Antoine Capgras
- André Capron
- Jules Carlier-Caffieri
- Hubert Carmagnolle
- Hyacinthe Carron
- Léon Castanet
- Léon Castel
- Stanislas de Castellane
- Camille Catalan
- Pierre Cathala
- Paul Caujole
- Camille Cautru
- Pierre Cazals
- Clément Cazaud
- Jules Cels
- César Chabrun
- Pierre de Chambrun
- Jacques de Chammard
- Auguste Champetier de Ribes
- Louis de Chappedelaine
- Étienne Charlot
- Marcel Charrier
- Paul Chassaigne-Goyon
- Eugène Chassaing
- Jean-Louis Chastanet
- Jean Chaulin-Servinière
- Camille Chautemps
- Adolphe Chéron
- Henri Chevrier
- Léon Chommeton
- Armand Chouffet
- Jean-Marie Clamamus
- Anatole Cluzan
- Pierre Colomb
- Adéodat Compère-Morel
- Henri Connevot
- Paul Constans
- Adrien Constans
- Jean Coponat
- Félix Coquelle
- Pierre Cot
- Charles Cotin
- René Coty
- Paul Courrent
- Jules Courtehoux
- Charles Coutel
- Henry Cravoisier
- Jules Cuttoli

## D
- Camille Dahlet
- Édouard Daladier
- Albert Dalimier
- Charles Daniélou
- Adrien Dariac
- Jean Debève
- Gabriel Debrégéas
- Jean-Charles Deguise
- Philippe Delabarre
- Yvon Delbos
- Pierre Delcourt
- Charles Delesalle
- Maurice Deligne
- Alcide Delmont
- Gabriel Delmotte
- Jean-Baptiste Delorme
- Louis Delport
- Louis Delsol
- Joseph Denais
- Jean Desbons
- Louis Descubes
- Jean-Marie Desgranges
- Augustin Desoblin
- Ernest Dessaint
- Henri Détailleur
- Pierre Deyris
- Pierre Dézarnaulds
- Blaise Diagne
- Alfred Didry
- Louis Dien
- Pierre Dignac
- Lucien Dior
- Victor Doeblé
- Jacques Dollat
- Jacques Doriot
- Maurice Dormann
- Marx Dormoy
- Gustave Doussain
- Maurice Drouot
- Louis Dubois
- Jacques Duboys-Fresney
- Jules Duclaux-Monteil
- Jacques Duclos
- Hippolyte Ducos
- Paul Dumaine
- Louis Dumat
- Jacques-Louis Dumesnil
- Louis Jean Dupin
- Antoine Durafour
- Julien Durand
- Auguste Durand
- Alexandre Duval
- Louis Duval-Arnould

## E
- Fernand Engerand
- Marius Escartefigue
- Paul Escudier
- Emmanuel Evain
- Pierre Even
- Raoul Evrard
- Édouard Eymond
- Laurent Eynac

## F
- Jean Fabry
- Louis Faget
- Henri Falcoz
- Georges Faugère
- René André Faure
- Paul Faure
- Émile Faure
- Émile Faure
- Julien Fayolle
- Louis Fays
- André de Fels
- Raymond Férin
- Camille Ferrand
- Désiré Ferry
- André Février
- Eugène Fiancette
- Arsène-Célestin Fié
- Jean-Paul Filhoud-Lavergne
- Pierre-Étienne Flandin
- Ernest Flandin
- Albert Forcinal
- Pierre Forgeot
- Henri Fougère
- Étienne Fougère
- Armand Achille-Fould
- Maurice Foulon
- Robert Fournier-Sarlovèze
- Jules Fraisseix
- André François-Poncet
- Henri Franklin-Bouillon
- Charles Frey
- Charles Fringant
- Ludovic-Oscar Frossard
- Eugène Frot

## G
- Félix Gadaud
- Charles Gallet
- Henri Gamard
- Joseph Garat
- Louis Gardiol
- Lucien Gasparin
- François Gaumet
- Michel Geistdoerfer
- Émile Gellié
- Pierre Génébrier
- Richard Georges
- Gaston Gérard
- François Gérard
- Louis Germain-Martin
- Antonin Gianotti
- Claude-Joseph Gignoux
- Charles Goniaux
- Gontrand Gonnet
- Émile Goude
- Félix Gouin
- Lazare Goujon
- René Gounin
- Gaston Gourdeau
- Henri Gout
- Jean Goy
- Eugène Graëve
- Antoine de Gramond-Lesparre
- Georges de Grandmaison
- Auguste Gratien
- Ernest Grimaud
- Édouard Grinda
- Louis Gros
- Arsène Gros
- Henri Groussau
- Salomon Grumbach
- François Guérault
- Gustave Guérin
- Charles Guernier
- Henri Guernut
- Paul-François Guersy
- Louis Guichard
- Charles Guilhaumon
- Claude Guillon
- Henry Guy

## H
- François d'Harcourt
- Albert Hauet
- René Hauss
- Pierre Jacobé de Haut de Sigy
- Louis Héliès
- Jean Hennessy
- Gaston Henry-Haye
- Jean Hérard
- Marcel Héraud
- Édouard Herriot
- Alphonse Honnorat
- Max Hymans

## I
- Vincent Inizan

## J
- Vincent Jacoulot
- Paul Jacquier
- Jean Jadé
- Robert Jardel
- Alexis Jaubert
- André Join-Lambert
- André Jouffrault
- Jacques de Juigné
- Alfred Jules-Julien

## K
- Oswen de Kerouartz

## L
- Louis L'Hévéder
- Guy La Chambre
- Henri de La Ferronnays
- Jean Labach
- Henri Labroue
- Gabriel Lafaye
- Paul Laffont
- Ernest Lafont
- Gaston Lalanne
- Pierre Lamazou-Betbeder
- Charles Lambert
- Lucien Lamoureux
- Adolphe Landry
- Henri Laniel
- Raymond Laquière
- Edmond Largier
- Ernest Laroche
- Robert Lassalle
- Charles de Lasteyrie du Saillant
- Jean-Baptiste Laumond
- Jean Laurent
- Eugène Lautier
- Léon Lauvray
- Jean Laville
- Jean-Maurice Le Corbeiller
- Jean Le Cour Grandmaison
- Yves Le Cozannet
- Victor Le Guen
- Jules Le Louédec
- Henry Le Mire
- Joseph Le Pévedic
- Yves Le Trocquer
- Henri Le Vezouët
- Marcel Leboeuf
- René Lebret
- Joseph Lecacheux
- Ferdinand Ledoux
- Alexandre Lefas
- François Lefebvre
- Gabriel Léglise
- Victor Marie Georges Legros
- Louis Legué
- Firmin Leguet
- Gustave Lemelle
- Jean Lerolle
- Gustave Lesesne
- Georges Lévy-Alphandéry
- Georges Leygues
- Léon Lierman
- Henri Lillaz
- Jean Lissar
- Jean Locquin
- Théophile Longuet
- André Lorgeré
- Henri Lorin
- Jacques Louart
- Louis Loucheur
- Louis Louis-Dreyfus
- René de Ludre-Frolois
- Pierre de Lupel
- Alexandre Luquet
- Henri des Lyons de Feuchin

## M
- Clovis Macouin
- Alfred Maës
- André Maginot
- Paul Malingre
- André Mallarmé
- Louis-Jean Malvy
- René Manaut
- Georges Mandel
- Paul Marchandeau
- Philippe Marcombes
- Alfred Margaine
- André Marie
- Louis Marin
- Adrien Marquet
- Louis Marsais
- Louis Marteau
- André Marty
- Joseph Masclanis
- Jean Masse
- Émile Massé
- Augustin Massé
- Paul Massimi
- Hippolyte Masson
- Joseph Mathieu
- Henri Maupoil
- Pierre Mazaud
- Georges Mazerand
- Henri Meck
- Georges Menier
- Albert Ménil
- Francis Merlant
- Adolphe Merle
- Albert Meunier
- Léon Meyer
- Edmond Miellet
- Léon Millot
- Proper Minvielle
- Jean Mistler
- Paul Mistral
- Jules Mitton
- Jules Moch
- Jean Molinié
- Jules Molle
- Édouard Moncelle
- Pierre de Monicault
- Georges Monnet
- Hubert de Montaigu
- Jean Montigny
- Edgard de Montjou
- Anatole de Monzie
- Ferdinand Morin
- Émile Morinaud
- André Mottu
- Jean-Pierre Mourer
- Léonel de Moustier
- Marius Moutet

## N
- Jules Pomaret dit Nadi
- Albert Nast
- Jean Neyret
- Louis Nicolle
- Paul Nicollet
- Jean Niel
- Bertrand Nogaro
- Alfred Nomblot
- Henri Nominé
- Georges Nouelle

## O
- Alfred Oberkirch
- Jean Odin
- Pierre Odoux
- Jean Ossola
- Adrien Oudin
- Ernest Outrey

## P
- Raoul Pacaud
- Joseph Paganon
- Paul Painlevé
- Maurice Palmade
- Joseph Parayre
- René Parenteau
- Michel Parès
- Auguste Parsy
- Édouard Pascaud
- Henry Paté
- Raymond Patenôtre
- Henri Patenôtre-Desnoyers
- Joseph Patureau-Mirand
- Joseph Paul-Boncour
- Albert Paulin
- Ennemond Payen
- André Payer
- Jean Payra
- Charles Péchin
- Émile Peigné
- Jacques Peirotes
- François Peissel
- Yvan Pélissier
- Camille Perfetti
- Georges Pernot
- Pierre Perreau-Pradier
- Albert Perrin
- Émile Peter
- Maurice Petsche
- Ernest Pezet
- Joseph Pfleger
- Henri Philippoteaux
- Frédéric Pic
- Yves Picot
- Henri Pierangeli
- François Piétri
- Marius Pieyre
- Étienne Pinault
- Alexandre Piquemal
- Camille Planche
- Jean Plichon
- Jules Poillot
- Gaston Poittevin
- François de Polignac
- Charles Pomaret
- Paul Poncet
- René Porterat
- Édouard Pouzet
- Hubert Pradon-Vallancy
- Louis Proust
- Louis Puech
- Louis Poute de Puybaudet

## Q
- Jacques Queinnec
- Bernard Quénault de la Groudière
- Louis Quesnel
- Henri Queuille

## R
- Paul Ramadier
- Pierre Rameil
- François de Ramel
- Eugène Raude
- Alexandre Rauzy
- Joannès Ravanat
- Joseph-Louis Régis
- Charles Reibel
- François Reille-Soult-Dalmatie
- Jean-Michel Tournaire dit Renaitour
- Pierre Renaudel
- Paul Reynaud
- Auguste Reynaud
- Gaston Eudoxe dit Ricci
- René Richard
- Étienne Riché
- Étienne Richerand
- Eugène Ricklin
- Humbert Ricolfi
- Joseph Rieder
- Camille Riffaterre
- Henri Rillart de Verneuil
- Fernand-Étienne Rimbert
- Albert Rivière
- Maurice Robert
- Camille de Rocca-Serra
- Lucien Roche
- Victor Rochereau
- Henri de Rodez-Bénavent
- Auguste Rodhain
- Étienne Rognon
- Louis Rolland
- Louis Rollin
- Henri Roquette
- Joseph Rossé
- Maurice de Rothschild
- Guillaume des Rotours
- Hubert Rouger
- Henry Georges Roulleaux-Dugage
- Georges Roulleaux-Dugage
- Eugène Roumagoux
- Louis Rouquier
- Rémy Roux
- Pierre Roux-Freissineng
- Eugène Roy
- Marc Rucart
- René Rücklin

## S
- Auguste Sabatier
- Simon Sabiani
- Victor de Saint-Just
- Roger Salengro
- Lucien Salette
- Léonce Salles
- Antoine Sallès
- Alfred Salmon
- Georges Scapini
- Victor Schleiter
- Jammy Schmidt
- Robert Schuman
- James Sclafer
- Thomas Seltz
- Albert Sérol
- Robert Sérot
- Louis Sevestre
- Maurice Sibille
- Paul Simon
- Gaston Simounet
- Pierre Sire
- Anatole Sixte-Quenin
- Henri Sizaire
- Édouard Soulier
- Charles Spinasse
- Jacques Stern
- Marcel Stürmel
- Charles Surmont

## T
- Maurice Tailliandier
- Pierre Taittinger
- André Tardieu
- Henri Tasso
- Lionel de Tastes
- Louis-Édouard Taton-Vassal
- Émile Taudière
- Jean Taurines
- Alphonse Tellier
- Émile Ternois
- François de Tessan
- Léon Thébault
- Albert Thibault
- Isidore Thivrier
- Jean-Marie Thomas
- Gaston Thomson
- Robert Thoumyre
- Jean Thureau-Dangin
- Jean du Tinguy du Pouët
- Rodolphe Tonnellier
- Aimé Tranchand
- Pierre Trémintin
- Henri Triballet
- Pierre Tricard-Graveron
- Eugène Tricoteaux

## U
- Jules Uhry

## V
- Théodore Valensi
- Xavier Vallat
- Pierre Vallette-Viallard
- Alexandre Varenne
- Jean Vassal
- Constant Verlot
- Alfred Vernay
- Joseph Vidal
- Maurice Vincent
- Léon Vincent
- Émile Vincent
- Maurice Viollette

## W
- Michel Walter
- Édouard de Warren
- François de Wendel
- Joseph Weydmann
- Jules Wolff

## Y
- Jean Ybarnégaray
- Albert Yvon